# Vladimir Sarujanian
Vladimir Sarujanian –en armenio, Վլադիմիր Սարուխանյան– (Guiumri, URSS, 16 de agosto de 1989) es un deportista armenio que compitió en boxeo. Ganó una medalla de bronce en el Campeonato Europeo de Boxeo Aficionado de 2011, en el peso ligero.
En julio de 2017 disputó su primera pelea como profesional. En su carrera profesional tuvo en total 15 combates, con un registro de 15 victorias y 0 derrotas.

## Palmarés internacional
| Campeonato Europeo | Campeonato Europeo | Campeonato Europeo | Campeonato Europeo |
| Año                | Lugar              | Medalla            | Categoría          |
| ------------------ | ------------------ | ------------------ | ------------------ |
| 2011               | Ankara (Turquía)   | Medalla de bronce  | 60 kg              |